# Бобричі
Бо́бричі (раніше — Бобрики, Бобричики) — село в Україні, у Лугинській селищній територіальній громаді Коростенського району Житомирської області. Кількість населення становить 135 осіб (2001). У 1923—59 роках — адміністративний центр однойменної сільської ради.

## Населення
В кінці 19 століття в селі проживало 369 мешканців, дворів — 63, у 1906 році — 435 жителів та 71 двір, у 1910 році — 407 осіб.
Станом на 1923 рік в поселенні налічувалося 114 дворів та 594 мешканці, у 1924 році — 636 осіб (з перевагою населення німецької національности), 143 двори.
Відповідно до результатів перепису населення СРСР, кількість населення, станом на 12 січня 1989 року, становила 205 осіб. Станом на 5 грудня 2001 року, відповідно до перепису населення України, кількість мешканців села становила 135 осіб.

## Історія
Раніше — Бобрики (пол. Bobryki), у 1581 році входило до велідницького маєтку Кмітів, в 1595 — Друцьких, Горських, у 1628 році — Сапігів.
Колишнє лютеранське поселення (колонія) Бобритц (нім. Bobritz), розміщувалося за 45 км північно-західніше Житомира, належало до лютеранської парафії у Геймталі.
В кінці 19 століття — село Лугинської волості Овруцького повіту, за 57 верст від Овруча, лежить на річці Жерев. Входило до православної парафії у Червоній Волоці (пол. Krasnowłoka), до котрої було 2 версти. Власність Потоцьких.
У 1906 році — сільце Лугинської волості (2-го стану) Овруцького повіту Волинської губернії. Відстань до повітового центру, м. Овруч, становила 57 верст. Найближче поштово-телеграфне відділення розташовувалося в містечку Іскорость.
У березні 1921 року сільце, в складі волості, включене до новоутвореного Коростенського повіту. В 1923 році увійшло до складу новоствореної Бобрицької сільської ради, котра, від 7 березня 1923 року, стала частиною новоутвореного Лугинського району Коростенської округи; адміністративний центр ради. Розміщувалося за 12 верст від районного центру, міст. Лугини.
5 березня 1959 року, відповідно до рішення Житомирського облвиконкому № 161 «Про ліквідацію та зміну адміністративно-територіального поділу окремих сільських рад області», Бобрицьку сільську раду ліквідовано, с. Бобричі підпорядковано Червоноволоцькій сільській раді Лугинського району. 30 грудня 1962 року, в складі сільської ради, село включене до Олевського району Житомирської області. 8 грудня 1966 року повернуте до складу відновленого Лугинського району.
23 липня 1991 року, відповідно до постанови Кабінету Міністрів Української РСР № 106 «Про організацію виконання постанов Верховної Ради Української РСР…», село віднесене до зони гарантованого добровільного відселення (третя зона) внаслідок аварії на Чорнобильській АЕС.
У жовтні 2017 року село увійшло до складу Лугинської селищної територіальної громади Лугинського району Житомирської області. Від 19 липня 2020 року, разом з громадою, в складі новоствореного Коростенського району Житомирської області.